# Phyllonorycter gemmea
Phyllonorycter gemmea är en fjärilsart som först beskrevs av Frey och Boll 1873.  Phyllonorycter gemmea ingår i släktet guldmalar, och familjen styltmalar. Inga underarter finns listade i Catalogue of Life.